# 賈士毅
賈 士毅（か しき）は、中華民国の財務官僚・経済学者・政治家。字は果伯。号は荊齋。江蘇省常州府宜興県の人。

## 事績

### 北京政府時代の活動
1906年（光緒32年）、無錫初級師範学校に入学し、翌年、上海法政講習所に進学した。1908年（光緒33年）、日本に留学し、最初に法政大学政治科に入学し、後に明治大学政治科に転入した。1911年（宣統3年・明治44年）に卒業、帰国して法科挙人となり、公立蘇州法政専科学校の教員となっている。
1912年（民国元年）、北京政府財政部財政討論会会員となり、後に江蘇省財政視察員に任ぜられた。翌年には、財政部国税庁籌備員、幣制委員会会員、編纂処主任に任ぜられた。同年9月、財政部庫蔵司司長も兼任し、11月に同部会計司司長に異動する。1914年（民国3年）2月、署理財政部参事となり、5月、財政部賦税司司長代理も兼ねた。1915年（民国4年）、全国官産処会弁を兼ねる一方で、私立民国大学や公立法政専科学校、財政講習所で講座を開いた。1920年（民国9年）10月、鎮江関監督となる。翌年、ワシントン会議に代表団専門員として随行した。

### 国民政府時代の活動
その後、南方に移って国民政府側に転じる。1927年（民国16年）、上海銀行公会書記長に任ぜられ、4月には江蘇省政府委員に任ぜられた。8月、国民政府財政部賦税司司長兼塩務処長代理に任ぜられ、さらに国定税則委員会委員も兼ねている。また、国立中央大学、国立中央政治大学の経済系（経済学部）教授もつとめた。翌1928年（民国17年）、交通銀行監察人も兼ね、8月には第2期立法院立法委員に任ぜられている（第3期も連続就任）。1933年（民国22年）2月、湖北省政府委員兼財政庁庁長に任ぜられ、1938年（民国27年）6月までつとめた。
1940年（民国29年）7月、財政部専門委員に任ぜられ、香港で職務に就き、『財政評論』社社長代理もつとめた。1943年（民国32年）1月、江蘇省政府委員兼財政庁庁長に任ぜられ、後に江蘇農民銀行董事長（理事長）も兼任した。1951年（民国40年）、台湾に移住し、台湾第一商業銀行董事、交通銀行監察人、逢甲学院董事などをつとめている。1965年（民国54年）7月9日、台北市にて病没。享年79（満78歳）。

## 著作
- 『民國財政經濟問題今昔觀』
- 『國稅與國權』
- 『民國財政史』
- 『國債與銀行』
- 『華會見聞錄』

他多数

## 注
1. ↑  明治大学編(1937)、卒業生年度別42頁。
2. ↑  徐主編（2007）、2184頁。
3. 1 2 3 4  劉主編（2005）、1909頁。
4. 1 2  東亜問題調査会編（1941）、33頁。
5. ↑  徐主編（2007）、2184-2185頁。
6. 1 2  徐主編（2007）、2185頁。
7. ↑  東亜問題調査会編（1941）、33-34頁。